# Neolissochilus
Neolissochilus és un gènere de peixos de la família dels ciprínids i de l'ordre dels cipriniformes.